# 田内森三郎
田内 森三郎（たうち もりさぶろう、1892年（明治25年）5月15日 - 1973年（昭和48年）3月17日）は、日本の物理学者。水産学における物理学の応用において大きく貢献した。

## 生涯
愛知県出身。1914年に東京帝国大学理科大学理論物理学科に入学し、長岡半太郎・田丸卓郎・寺田寅彦らの指導を仰ぐ。
1920年には現在の東京海洋大学（旧名：東京水産大学）の前身である水産講習所に教授として就任し、研究と教育に従事して水産分野の人材育成に尽力した。なお、田内が水産講習所に着任した際に、同所の物理学教室を実質的に主宰していたのは寺田寅彦であった。また、所内の物理学教室に水産物理談話会を組織するとともに、日本水産学会結成に向けても尽力した。田内は敗戦直後の学会活動が厳しい状況の中で、1950年から東京水産大学教授に就任して、1948年から1966年の18年間にわたり日本水産学会会長を務め、戦後の復興と学会の発展に貢献した。
田内の研究は、漁具・漁法、水産資源、増養殖にまで広く及び、常に物理学的視点に基づく方法によって展開された。